# باسودينو
باسودينو (بالإنجليزية: Basòdino)‏ هو أحد جبال سلسلة جبال الألب ليبونتيني ويقع في كانتون تيسينو في سويسرا. يحتل المرتبة رقم 100 في قائمة جبال سويسرا من حيث الارتفاع، إذ يبلغ ارتفاعه حوالي 3272 متر، بينما يبلغ ارتفاع نتوء الجبل 959 متر، هذا وقد سجل أول وصول لقمة الجبل عام 1863.